# Chemours
The Chemours Company (NYSE: CC) er en amerikansk kemivirksomhed, der blev etableret i 2015 ved et spin-off fra DuPont. De har hovedkvarter i Wilmington, Delaware. Chemours er producent af teflon, titandioxid og freon.